# Плотин
Плотин (на старогръцки: Πλωτίνος, Плотинос; на латински: Plotinus, Плотинус) (204 – 270 г. сл. Хр.) е античен философ и е смятан за основател на неоплатонизма. Той е ученик на Амоний Сакас и учител на Порфирий, който продължава неговото дело. Най-известното му произведение е книгата „Енеади".

## Живот
Плотин е роден в Ликополис, Египет през 204 или 205 година. Това се знае благодарение на Порфирий, който записва, че Плотин е починал на 66 години през 270 година в Кампания. Малко се знае за живота на Плотин – не е сигурно дали е грък, тъй като е преподавал в Рим, а не в Гърция. На 27-годишна възраст (ок. 232 година) решава да заживее в античния град Александрия и да изучава философия. Там той е разочарован от учителите по философия, но когато намира Амоний Сакас, казва: „Това е човекът, когото търсех.“ При него учи близо 11 години.
На 38-годишна възраст Плотин напуска Александрия и се записва в армията на император Гордиан III, с цел да изучава източните философии. Особен интерес е имал към индийските и персийските учения. Походът до Сирия завършва с провал: Гордиан е убит след преврат, а Плотин е изоставен. След много трудности той стига до Антиохия, а две години по-късно се премества в Рим, когато на власт вече е император Филип I Араб.
Плотин се сближава с император Галиен, който споделя неговите идеи. Въпреки това, когато Плотин изказва молба да получи от императора един изоставен град в Италия, който да управлява според своите представи за идеалното общество, прилагайки на практика Платоновите идеи, по неизвестни причини му е отказано. Последните шестнайсет години от живота си прекарва в град Сицилия, близо до мястото, където е починал Амоний Сакас.

## Произведения
Плотин написва общо 54 трактата, които Порфирий след смъртта му разделя на девет групи, които назовава Енеади (на гръцки „енеада“ означава „деветка“).
В Енеада I Плотин разсъждава за естеството на добродетелите, красотата и щастието – тоест тя е посветена на етиката. В Енеада II изследва природата на материята, обръщайки внимание на връзката между действителното и възможното. В Енеада III разсъждава върху времето и безкрайността, така че втората и третата енеада обхващат космологията и натурфилософията. Енеада IV е посветена на безсмъртието на душата; тук Плотин обсъжда връзката между душата и тялото. Енеада V разглежда йерархичната връзка между трите космологични субстанции: Единно, Ум и Душа. В Енеада VI Плотин пише за видовете съществуване, за числата, за множествеността на идеите, които влизат в душата, и завършва с обсъждане на въпроса какво е доброто – моралната страна на Единното.
Колкото разнообразни са Енеадите по своята тематика, толкова различни са и по размер: някои от трактатите съдържат само три–четири страници, докато други – почти сто.

## Философия

### Единно, Ум и Душа
Плотин доразвива учението на Платон в сложна духовна космология, която включва три субстанции: Единното, Ума и Душата. Цялото съществуване на човека, според Плотин, е резултат от взаимодействието на тези три субстанции. Той създава философска система, повлияна и от други древногръцки философски школи и учения като аристотелизъм, неопитагоризъм и платонизъм.

#### Единно
Единното или Едно, може да бъде назовано и като Абсолют – това е върховната и най-проста истина, която е първоизточник на всичко.  То е създател на всички реалности. Единното не съществува в нищо вече съществуващо, но и не може да бъде унищожено. Плотин свързва Абсолюта с „Красотата“ и „Добротата“ подобно в „Държавата“ на Платон, където последният разсъждава върху „Идеята за Благото“. Всичко произлиза от Едно, но всичко вече е по-нисшо, тъй като Едно е перфектно, а всичко друго – неперфектно.
Пълно обяснение какво точно е Единното е невъзможно, може да се разсъждава върху това какво по-скоро не е – то не е съвкупност от всичката „доброта“ или от всички единици например. Единното носи това име, защото най-лесно може да бъде възприето, то е символ на абсолютната простота, първичното начало.

#### Ум
Ум, Разум или Интелект е първият елемент, който е част от Единното. За разлика от Единното, Умът не може да бъде върховна истина или основа на всичко съществуващо, тъй като самата сложност на идеята за „мисленето“ – субектът, който извършва действието и обектът, за който се мисли, се нуждае от определено „обяснение“ на това, което в своята същност е абсолютно просто. Плотин разграничава два „логически“ вида Интелект – първият обхваща процесът на мислене, а вторият материализирането (реализирането) му, като по този начин се „връща“ в Едно.

#### Душа
Душата е втората субстанция, част от Абсолюта. Душата не е основата за живота, това е Интелектът. Плотин смята че, за да има има живот трябва да има желание, а най-- голямата форма за „желание“ се намира в Умът (Интелект). Всичко, което има душа (например човек или всяко друго живо същество) живее, за да достигне някаква форма на желание – например човек може да копнее за почивка, но моментното му състояние да е напълно различно.
Доктрината на Плотин е, че душата е съставена от две части – висша и нисша, при което висшата е неизменна и божествена и даряваща живот на нисшата, а нисшата – седалище на личността, и оттам – хранителница на страсти и пороци. Висшата форма на душата е тази, която е излязла от тялото и обратно – нисшата е онази, която е в него, тя може да съществува без тяло, но обратното е невъзможно.
Плотин категорично е против идеята за самоубийство, според него душата не може насилствено да бъде изкарана – това е възможно само ако се потърси по-високо „ниво“ на Разум.

### Феноменализъм
В своята философска система Плотин издига интелектуалното разсъждение до продуктивен принцип – чрез разсъждението всичко, което съществува, се обединява в единна, всепроникваща реалност. В този смисъл Плотин не е строго пантеистичен, макар системата му да не допуска идеята „creatio ex nihilo“ (сътворение от нищото).
Освен тази космология, Плотин разработва и уникална теория за възприятието чрез сетивата и за познанието, базирана на идеята, че съзнанието играе важна роля при оформянето и подреждането на обектите, които възприемаме, тоест че съзнанието е активен участник, а не само пасивен регистратор на данните, получавани от сетивата. Заради тази теория Плотин може да се счита и за предшественик на феноменализма на Едмунд Хусерл.

### Гностицизъм
В трактатите си, Плотин атакува учението на гностицизма, тъй като то споделя идеи, които са напълно противоположни. Според някои от гностическите системи Материята и всички нейни разновидности са „зли“. За него Единното е създател на материята и всички реалности, а единното е „Добро“. Той отрича и учението им, което гласи, че мистичното знание е единственият път към спасението на душата. Плотин не вярва, че „злото“, като независима величина съществува. Злото е сравнено с „тъмнината“, която не може да същестува сама по себе си, а само когато липсва „светлина“ – тоест зло има, когато липсва добро.

## Влияние
Философията на Плотин е повлияла на почти всички съвременни западни религии, включително и Авраамическите – християнство, ислям и юдаизъм. Идеята за християнския рай, който хората достигат след като си отидат е много близка до Плотиновата мисъл – след смъртта следва безкрайният свят на идеята.